# Nephodia perspersata
Nephodia perspersata är en fjärilsart som beskrevs av Max Joseph Bastelberger 1909. Nephodia perspersata ingår i släktet Nephodia och familjen mätare. Inga underarter finns listade i Catalogue of Life.